# Apple A9
Apple A9とはAppleが設計した64ビットARM SoCである。Appleの64ビットアーキテクチャーのモバイルSoCとしては第3世代目にあたる。
2015年9月9日(現地時間)に発表されたiPhone 6s・iPhone 6s Plusに搭載され、2016年3月22日(現地時間)に発表されたiPhone SE (第1世代)にも搭載された。
iOS 16においてサポートが終了されたが、iPadOS 16では引き続きサポートされている。
Appleは前世代のApple A8と比較してCPU性能が70%、GPU性能は90%と大幅な向上を発表している。また、この世代からHEVCのハードウェアデコーダー(エンコーダーは次世代のApple A10から)を搭載している。

## 採用製品
Apple A9
iPhone 6s (2.23GHz)
iPhone 6s Plus (2.23GHz)
iPhone SE (第1世代) (2.23GHz)
iPad (第5世代) (2.23GHz)

## 設計
動作クロック周波数は2.23GHzでデュアルコア、性能面ではシングルコアだけでApple A7に相当する性能を持つ。また、L2 Cacheが3MBと大幅強化されており、Apple A8の1MB、Apple A8Xの2MBを上回る。内蔵のRAMもA7〜A8で採用されていた1GB（LPDDR3）から2GB（LPDDR4）へと変更された。このA9世代から、A8世代まで外部にあったモーションコプロセッサがSoCに内蔵される形へと変更された。
また、ARKitもこの世代から対応する。

## 問題
製造はサムスン電子とTSMCが分担している。CPUの処理性能を測るベンチマークではどちらも誤差といった範囲だが、バッテリ持続時間ではTSMC製を搭載したiPhoneの方が長持ちするといった報告が複数上がっている（中にはサムスン電子製の方が長持ちするといった結果もある）。この結果についてAppleは性能の差は認めたものの、「様々な部品の違いを考慮に入れても、わずか2～3%の範囲内である」と述べている。サムスン電子は「14nm LPEプロセス」、TSMCは「16FF」と公称されているFinFETのプロセスルールを用いている。両社には全く違うパターンが必要で設計は二度手間になるのでこうした委託の仕方は珍しいものとされている。ちなみにサムスン版は面積が96平方ミリメートル、TSMC版は104.5平方ミリメートルとされている。これらのため、同一モデルの機種であっても個体によって搭載されているチップが異なる。